# Вулька-Ленчешицька
Вулька-Ленчешицька (пол. Wólka Łęczeszycka) — село в Польщі, у гміні Бельськ-Дужий Груєцького повіту Мазовецького воєводства.
Населення — 197 осіб (2011).
У 1975-1998 роках село належало до Радомського воєводства.

## Демографія
Демографічна структура станом на 31 березня 2011 року:
|          | Загалом | Допрацездатний вік | Працездатний вік | Постпрацездатний вік |
| -------- | ------- | ------------------ | ---------------- | -------------------- |
| Чоловіки | 104     | 20                 | 65               | 19                   |
| Жінки    | 93      | 19                 | 46               | 28                   |
| Разом    | 197     | 39                 | 111              | 47                   |